# SN2-reaktion
SN2-reaktionen är en organisk-kemisk substitutionsreaktion. Namnet kommer från att det är en bimolekylär nukleofil substitution.

## Reaktionsmekanism

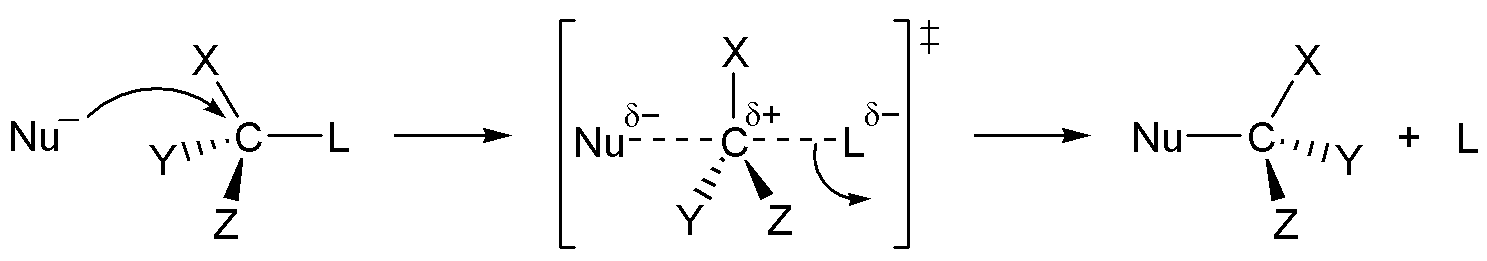
Reaktionsmekanism för en S_{N}2-reaktion

Reaktionen sker mellan en nukleofil och en kolatom som har en lämnande grupp bunden till sig. Nukleofilen, på bilden betecknad Nu-, attackerar kolet med ett fritt elektronpar. Ett pentavalent övergångstillstånd bildas där bindningen mellan nukleofilen bildas simultant med att bindningen till den lämnande gruppen (betecknad L på bilden) bryts. I nästa skede, då produkten har bildats, är den lämnande gruppen fri från kolatomen.
Nukleofilen, kolatomen och den lämnande gruppen måste vara linjära för att reaktionen ska ske. En stereokemisk inversion sker om kolet är stereogent, vilket innebär att SN2-reaktionen medför en waldenomlagring. Detta illustreras på bilden av att Nu hamnar på motsatt sida som L var jämfört med grupperna X, Y och Z.

## Kinetik
Endast ett steg finns i reaktionen; alltså kommer detta vara det hastighetsbestämmande steget. Hastighetsuttrycket blir:
reaktionshastighet = k[S][Nu]
där [S] är koncentrationen av substratet, [Nu] är koncentrationen av nukleofilen, och k är hastighetskonstanten.
Slutprodukten består endast av en konfiguration vilken alltid är den motsatta mot reaktantens.

## Betingelser
En SN2-reaktion sker snabbast vid ett primärt kol, långsammare vid ett sekundärt, och sällan alls vid ett tertiärt, vilket beror på steriska faktorer; nukleofilen får svårt att närma sig kolatomen. E2-reaktionen  är en konkurrerande reaktion.